# Dysderina capensis
Dysderina capensis is een spinnensoort in de taxonomische indeling van de Dwergcelspinnen (Oonopidae).
Het dier behoort tot het geslacht Dysderina. De wetenschappelijke naam van de soort werd voor het eerst geldig gepubliceerd in 1907 door Eugène Simon.